# Joshua ǁHoëbeb
Joshua ǁHoëbebKlicklaut (* 20. Jahrhundert in Südwestafrika) ist ein ehemaliger namibischer Politiker der SWAPO und Ex-Diplomat.
ǁHoëbeb wuchs in der Old Location in Windhoek auf und arbeitete als Schulleiter.
Er war 1989/90 Mitglied der Verfassunggebenden Versammlung Namibias und anschließend von 1990 bis 1995 Mitglied im 1. Parlament der namibischen Nationalversammlung. Ab 1993 bis 1995 war er Hochkommissar an der namibischen Auslandsvertretung in Pretoria, Südafrika.
Von 2010 bis 2015 bekleidete ǁHoëbeb das Amt des Gouverneurs der Region Kunene im Nordwesten des Landes.
Nach ǁHoëbeb ist eine Grundschule in Swakopmund benannt.